# مسجد طوبال رجب باشا
مسجد طوبال رجب باشا (باليونانية: Ρετζέπ Πασά Τζαμί)‏، (بالتركية: Recep Paşa Camii)‏: هو مسجد عثماني تاريخي يقع في جزيرة رودس، اليونان، هو أحد المساجد السبعة الموجودة داخل المدينة القديمة المسورة في رودس. اعتبارًا من 2022، لم يعد مفتوحًا للعبادة أو الزيارة، بسبب حالته السيئة.

## التاريخ
تم فتح رودس من قبل الأتراك العثمانيين في 1522، وعلى إثر ذلك تم بناء العديد من المساجد، في حين تم تشييد مساجد أخرى بتحويل الكنائس المسيحية الموجودة مسبقًا في المدينة. تم بناء مسجد طوبال رجب باشا، الواقع في ساحة دوريوس الحديثة في رودس، بتكليف من طوبال رجب باشا، الصدر الأعظم للدولة العثمانية، في 1588، كما يشير النقش الموجود فوق مدخله مباشرة.
أهمل المسجد لسنوات طويلة حتى أصبح في حالة شبه مدمرة، وانهار جزء من رواق المسجد في 2011. وتوقفت أعمال الإصلاح بسبب نقص الموارد. تمت الموافقة على ميزانية قدرها مليون دولار.
كانت هناك اقتراحات ودعوات بأنه بمجرد ترميم المسجد، ينبغي أن يستضيف متحفًا للفن الإسلامي.